# Avalski toranj
Avalski toranj, także Avala TV Tower (cyr. Авалски торањ) – mierząca 205 metrów wieża telekomunikacyjna na górze Avala w okolicy Belgradu (Serbia). Zniszczona w czasie nalotów NATO w czasie wojny kosowskiej w kwietniu 1999. Zrekonstruowana w okresie 2006–2009.
- Autor: Milan Krstić
- Projektanci: Slobodan Janjić, Uglješa Bogunović
- Projekt: „Srbija-projekt” Designing Bureau, GP „Rad” Designing Bureau.
- Konstruktor: GP „Rad”
- Sub-konstruktor: „Janko Lisjak”
- Zleceniodawca: Ministerstwo Komunikacji
- Budowę zakończono: 1965 r.

## Rekonstrukcja (2006–2009)

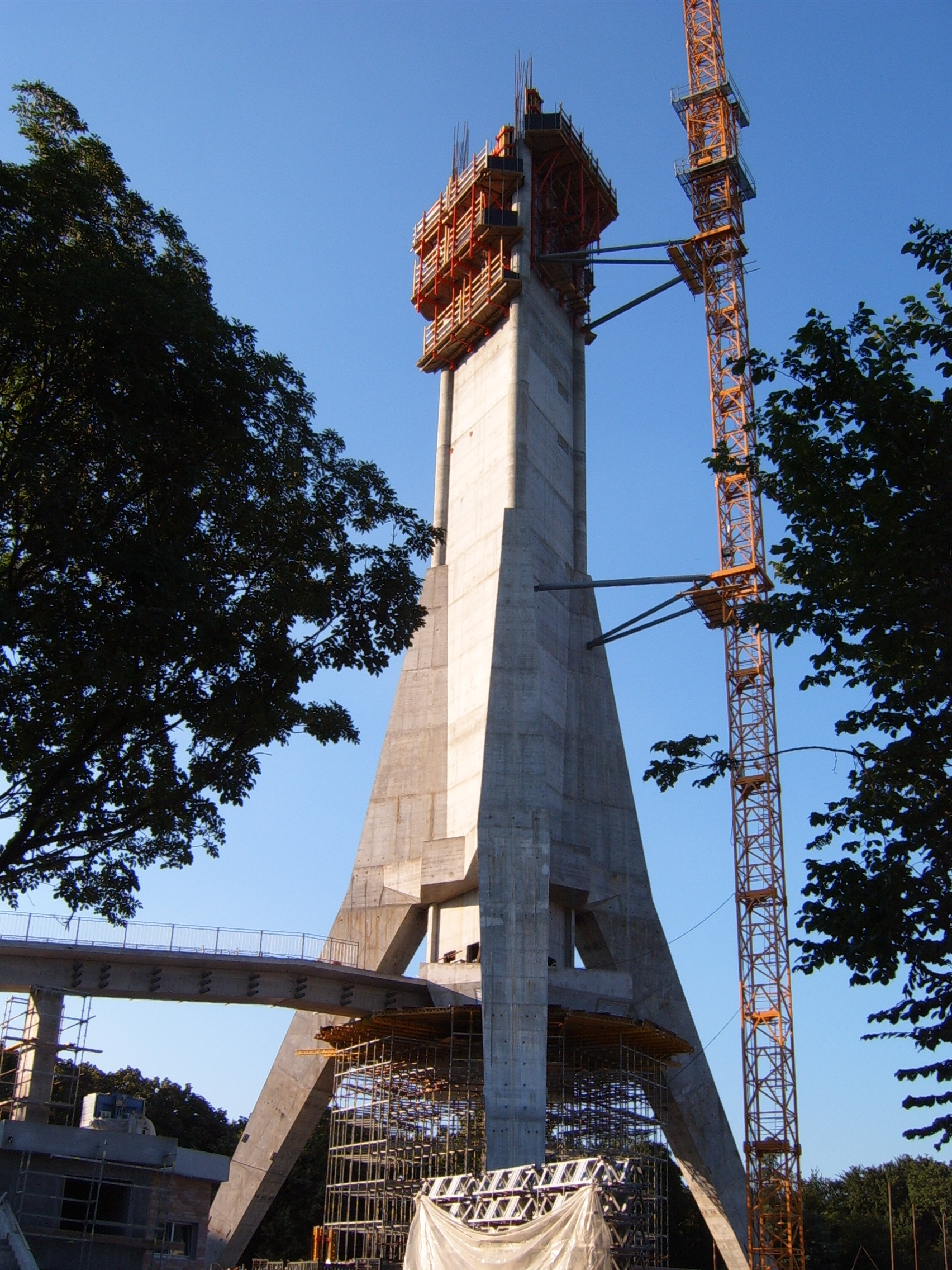
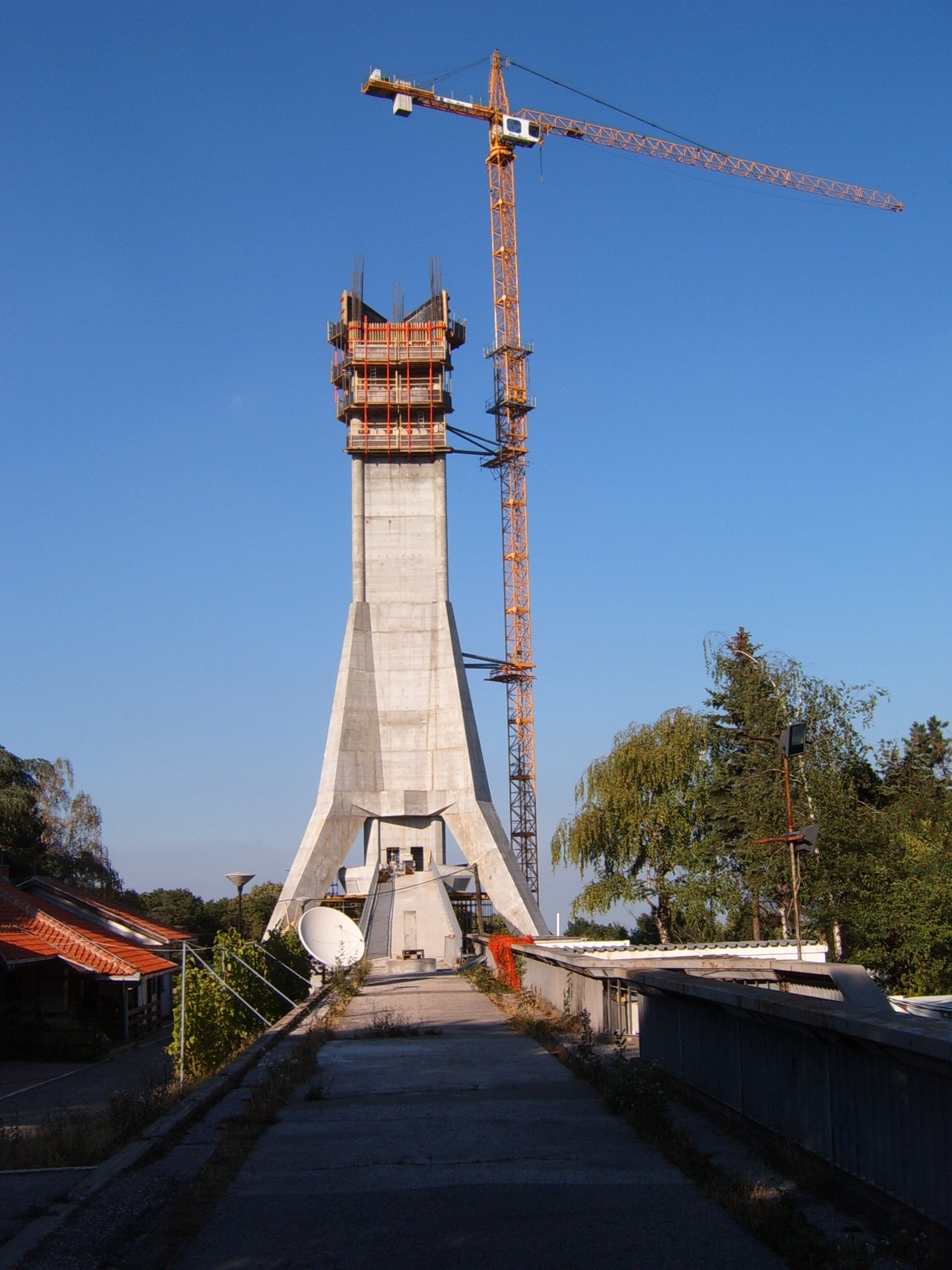
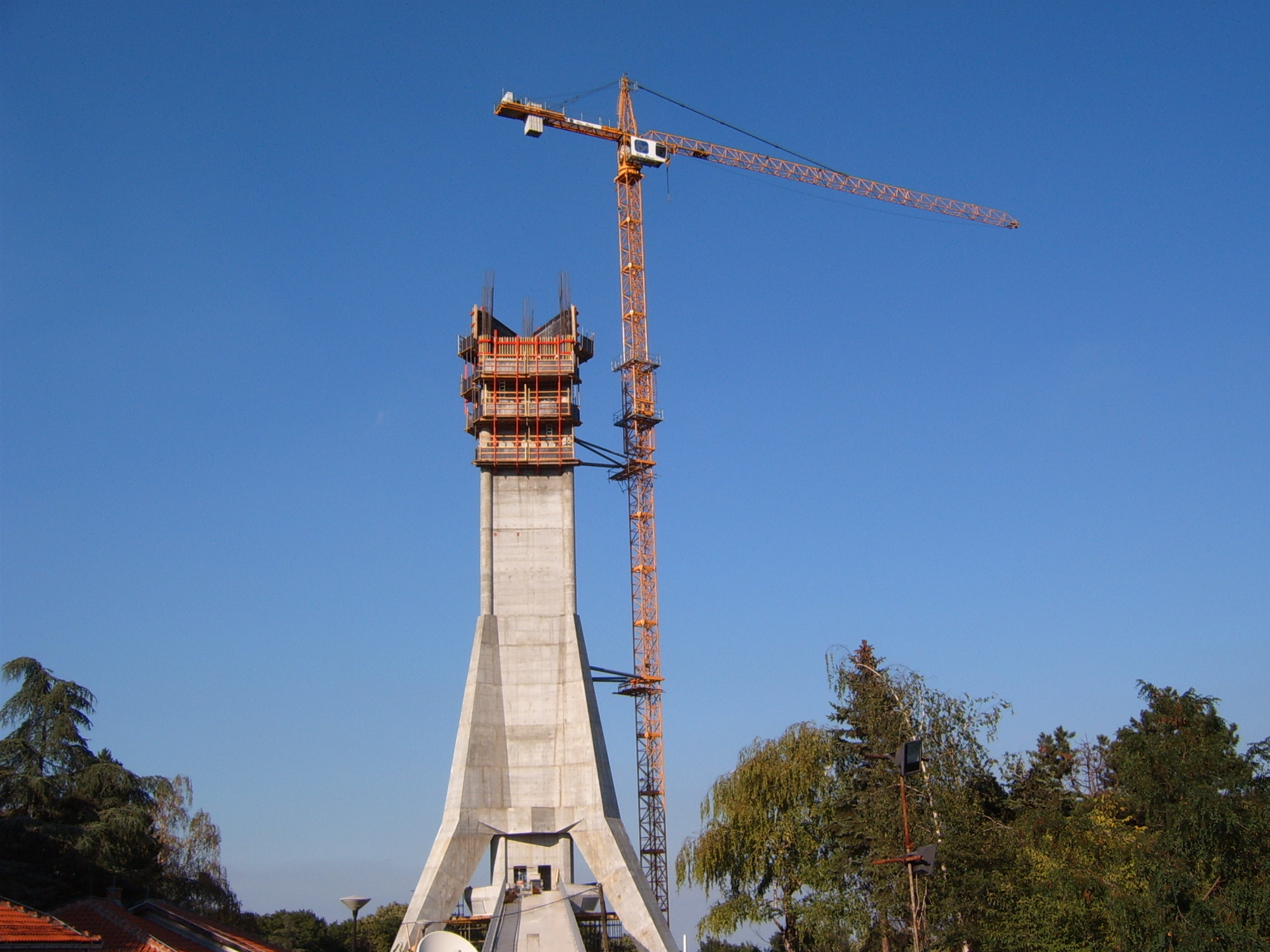